# Pachycoccyx audeberti
El críalo piquigrueso, críalo de pico grueso o críalo pico grueso (Pachycoccyx audeberti) es una especie de ave cuculiforme de la familia Cuculidae propia del África subsahariana y Madagascar. Es la única especie del género Pachycoccyx.

## Subespecies
Se reconocen tres subespecies de Pachycoccyx audeberti:
- Pachycoccyx audeberti brazzae - de Sierra Leona a Ghana, Nigeria, Camerún y oeste de Zaire.
- Pachycoccyx audeberti validus - del este de Zaire al sudeste de Kenia, Tanzania, Mozambique y este de  Transvaal.
- Pachycoccyx audeberti audeberti -  noreste de Madagascar.